# کارن کوکبورن
کارن کوکبورن (به انگلیسی: Karen Cockburn) ژیمناست زادهٔ ۲ اکتبر ۱۹۸۰ میلادی اهل کشور کانادا است.